# Ferdinand Samuel Laur
Ferdinand Samuel Laur   (Markdorf, 22 de febrer de 1791 - Egelshofen, 2 de juliol de 1854) va ser un compositor, director d'orquestra, director de direcció i professor de música de Baden, que va fundar el 1824 la "Basilea Choral Society". Des de 1967, la melodia de la cançó coral Laurs és la llibertat com l'himne nacional del Regne de Lesotho.
Ferdinand Laur era fill de Maximilian Martin Laur, secretari del consell a Markdorf, i de Maria Therese Laur (nascuda Guldin). Va rebre la seva formació pedagògica als seminaris de formació de professors a Meersburg i Karlsruhe. Després d'un any a l'internat al Gottstatt Suïssa de Biel (cantó de Berna), va ser professor (1810-1820) de música i cant a l'Escola Hofwyl a Berna, amb l'educador Philipp Emanuel von Fellenberg que la dirigia. A més de la seva pròpia ensenyament que va formar en l'execució instrumental i direcció d'orquestra.

## Principal període de creació a Basilea
El 1820, Laur va ser cridat a Basilea. Allà va ensenyar cant al gimnàs i va fundar el 1780 el "Daughters School" i el 1824 el "Basler Gesangverein". Com a primer cor mixt a Suïssa, es va dedicar a la interpretació de grans obres corals com el Rèquiem de Mozart (actuació: 1827) o La creació de Joseph Haydn (interpretada el 1828).
El 1826, Laur va rebre la ciutadania de la ciutat de Basilea i es va casar amb Maria Laur, (nascuda Zäslin) (1807- 1866), amb qui va tenir sis fills.
De 1828 a 1830 Laur va fer conferències de teoria de la música amb un focus de cant i harmonia a la Universitat de Basilea i va fundar la coral de pràctiques universitàries com a precursora de l'"Academic Men's Choir", amb seu a Zofingerverein, que va conrear principalment cançons estudiantils sociables i patriotes. El 1836, Laur es va convertir en el director de la Societat de concerts de Basilea, que tenia com a objectiu la distribució de la música instrumental.

L'obra més destacada de l'obra de Laur va ser l'organització i la direcció musical del Festival Federal suís de música 1840 a Basilea. Amb motiu d'aquest festival va dirigir amb la participació de 570 músics l'oratori Samson de Georg Friedrich Handel, la 2a simfonia de Ludwig van Beethoven i el salm núm. 42 de Felix Mendelssohn Bartholdy. El 1834, fundat per Robert Schumann a Leipzig, el "New Journal of Music" ha estat reportat àmpliament sobre el festival.
<Es van fer grans preparatius adequats per a aquesta celebració i des de principis d'any el difícil oratori 'Samson' del Salm 42 de Handel i Mendelssohn Bartholdy sota la batuta del nostre merescut senyor Ferdin. Laur ha estat assajat. Dilluns dia 6, tota la ciutat estava en moviment per […] veure l'arribada dels convidats del festival de Zuric, St. Gallen i Graubündtner, que baixaven pel Rin en diversos vaixells. […] El dimarts dia 7, a la tarda de les 3 del matí a les 8 del vespre, hi va haver un gran assaig. Tot i que aquesta va ser l'única ocasió que va donar l'oportunitat als cantants i artistes procedents de diferents àmbits d'actuar junts abans de l'actuació principal, es podria haver suposat fàcilment que aquells que encara no estaven acostumats a treballar junts s'haurien trobat només gradualment., va anar bé. Tot és tan pur i sòlid aquí que només es pot atribuir aquesta circumstància sorprenent a l'excel·lent lideratge del senyor Laur, que amb un zel inquiet havia format una base sòlida en el cor i l'orquestra locals.>

## Retirada
Ja un any abans del Festival de Música, Ernst Reiter va succeir a Laur com a director de la "Concert Society", el 1845 va assumir la direcció de la societat cantant. El 1846, Laur va completar la seva participació amb la "Academic Men's Song Society", va ser alleujat per petició pròpia del seu lloc docent i es va retirar. La família es va traslladar a Egelshofen a prop de Kreuzlingen, on Laur va morir el 2 de juliol de 1854.

## Obra
Genèrica
L'obra compositiva de Laur comprèn principalment cançons corals seculars i sagrades, que van ser escrites en els contextos de les seves diverses activitats: es van publicar per primera vegada dues col·leccions de cançons per a ús escolar i una recopilació de cançons patriòtiques. En el curs de les seves activitats al voltant del cor universitari acadèmic, Laur va publicar una nova edició del cançoner de Zofingen amb estils de cant per a tres veus masculines el 1825. A més d'algunes cançons d'art, s'ha publicat una col·lecció de cànons. Les composicions de Laur estan impreses en innombrables col·leccions de cançons en llengua alemanya, però també franceses i llibres corals.

## Himne nacional de Lesotho
Fins a la independència de Lesotho de la Gran Bretanya el 1966, "Déu va salvar el rei va ser l'himne nacional del país". Un any després, el 1967, va substituir una versió de la cançó de Laur de tres veus "Freedom" (text: Friedrich Schlegel) de l'himne britànic i des d'aleshores és la cançó oficial de "Lesotho Fatse La Bontata Rona". François Coillard (nascut el 17 de juliol de 1834 a Asnière -Sur-Seine, França, † el 27 de maig de 1904 a Lealui, Zàmbia), missioner francès de la "Société des Missions evangèliques" de Paris (SMEP), va portar la cançó el 1879 a Lesotho. Va compondre un nou text a Sesotho, després del qual la cançó va aparèixer sota el títol "Lesotho" al llibre de cançons de la missió Lipina tsa Likolo tse Phahameng 1870. La cançó Laursche amb noves lletres en l'idioma va estendre ràpidament es va convertir en una cançó popular i es va determinar finalment que fos l'himne nacional.

## Miscel·lània
Laur va ser l'avi d'Ernst Ferdinand Laur (27 de març de 1871 † 30 de maig de 1964), enginyer agrònom i president durant molt de temps de la Unió de Pagesos Suïssos.

## Literatura
- Burckhardt, Albert und Rudolf Wackernagel: Basler Jahrbuch 1890. C. Detloffs Buchhandlung, Basel 1890.
- Brutsch, Albert: From Work Song to National Anthem. In: Lesotho. Notes and Records 9 (1970/1971), S. 5–12.
- Iselin, Dora: Die Musikwissenschaft an den schweizerischen Universitäten. In: Mitteilungen der Internationalen Gesellschaft für Musikwissenschaft 1 (1929), S. 27–32.
- Thommen, Rudolf: Festschrift zur Feier des hundertjährigen Bestehens des Basler Gesangvereins 1824–1924, Basel 1924.
- Schmidt, Matthias und Baumgartner, Andreas (Hg.): «Unser Land»? / „Our Land“? Wie eine Melodie aus der Schweiz zur Nationalhymne von Lesotho wurde. Christoph Merian Verlag, Basel 2018. ISBN 978-3-85616-874-2
- Paul Meyer-Lieb: Basels Concertwesen 1804-1875. In: Basler Jahrbuch 1890, S. 76-111.